# 男孩和冤家猫
《男孩和冤家猫》（Kid vs Kat），是加拿大的電視動畫。是由加拿大的動畫製作公司Studio B Productions, Decode Entertainment所製作，並在加拿大的YTV播放。第1季是從2008年10月25日到2009年11月30日，全部共26集。而第2季從2010年9月11日~2011年7月4日也是全26話播放完畢。台灣由尼克國際兒童頻道播放。香港版無線電視J2以廣東話播出。

## 故事概要
主角小古有個嬌生慣養的妹妹美麗。有一天，美麗突然帶回一隻神秘的流浪貓喵喵。小古原本安穩的生活就被喵喵搞得天翻地覆。喵喵不僅是一隻骨瘦如柴、紫色且無毛的寵物，小古很快就發現，他也是一個超級聰明的外星貓，還準備要侵略地球，小古試圖想阻止賊貓，但每一次都被賊貓陷害。

## 登場人物
小古 ／古柏·波頓漢堡 (Coop／Cooper Burtonburger)
配音／英：Erin_Mathews　日：斋藤千和
主角，10歲（第二季為11歲）的小男孩。當第一次與賊貓接觸時，就覺得它是“邪惡的外星變種貓”。一直想揭穿賊貓的真面目，但每次都以失敗收場。只有丹尼(小古的好朋友), 費歐娜 (小古的女朋友), 他的爺爺與奶奶相信他。
賊貓 ／喵喵 (Kat)
配音／英：凱斯琳·巴爾
小古的死對頭，從外星來的無毛貓，最喜歡吃腥腥魚餅乾。
美麗 ／米兒德里德·波頓漢堡 (Millie Burtonburger)
配音／英：凱斯琳·巴爾　日：小林希唯
8歲（第二季為9歲）的小女孩。小古的妹妹。戴著眼鏡，綁著紅色緞帶的大馬尾。喵喵的飼主。女童子軍「蛤蜊女孩」的成員。哭聲有令玻璃碎裂的威力，同時也是音癡。
丹尼 ／丹尼·勞倫斯·陳 (Dennis Lawrence Chan)
配音／英：凱西·薇瑟樂克　日：一色まゆ
10歲（第二季為11歲）的小男孩。 小古的好朋友，是美籍亞洲人，學校成績優異。知道喵喵的真面目，並願意和小古一起阻止賊貓的陰謀，偶爾會因為太害怕而選擇逃跑。
波頓寶 ／柏富·波頓漢堡(Burt Burtonburger)
配音／英：Trevor Devall　日：仁科洋平
小古的爸爸，經營著一間交換骨董的店，是一個搞笑的人。
曼孫老女士 (Old Lady Munson)
配音／英：Linda Sorenson　日：斉藤貴美子
小古家的鄰居，是愛狗人士，常常因為受到主角家的打擾而氣得對主角父親大吼著「波頓漢堡包」，很疼愛小古的妹妹美麗。
費歐娜 ／費歐娜·曼孫 (Fiona Munson)
配音／英：Chiara Zanni
9歲（第二季為10歲）的小女孩。小古的女朋友，曼孫老女士的姪女，有著一頭金髮碧眼的可愛女孩，知道喵喵的真面目。
菲比 (Phoebe)
配音／英：塔碧莎·卓曼
9歲（第二季為10歲）的小女孩。一个喜欢小古的女孩。
洛恩 (Lorne)
配音／英：凱斯琳·巴爾　
12歲（第二季為13歲）的小男孩。哈雷的哥哥。
哈雷 (Harley)
配音／英：布瑞恩·德拉蒙德
11歲（第二季為12歲）的小男孩。洛恩的弟弟。

## 外部連結
- 互联网电影数据库（IMDb）上《Kid vs. Kat》的资料（英文）